# Cécile Vinke
Cécile Touw-Vinke (Breda, 31 augustus 1973) is een Nederlands voormalig hockeyster. 
Vinke speelde clubhockey in de jaren 90 met MOP en kwam als international uit op de Olympische Spelen van 1992 en op de Champions Trophy 1993. In totaal droeg Vinke 30 keer het oranjetenue en scoorde zij 3 doelpunten. Haar debuut maakte zij op 24 mei 1992 in de met 4-0 gewonnen interland tegen Engeland. Op 30 april 1995 speelde Vinke haar laatste interland in het met 0-0 gelijkespel tegen wederom Engeland.

## Clubs
B.H.V. Push, HC Den Bosch, MOP, HGC
Carina Benninga · 
Carina Bleeker · 
Annemieke Fokke · 
Noor Holsboer · 
Danielle Koenen · 
Helen Lejeune-van der Ben · 
Jeannette Lewin · 
Caroline van Nieuwenhuyze-Leenders · 
Martine Ohr · 
Wietske de Ruiter · 
Florentine Steenberghe · 
Carole Thate · 
Jacqueline Toxopeus · 
Cécile Vinke · 
Ingrid Wolff · 
Mieketine Wouters ·
Coach: Roelant Oltmans